# Woimbey
 Woimbey  es una población y comuna francesa, en la región de Lorena, departamento de Mosa, en el distrito de Commercy y cantón de Pierrefitte-sur-Aire.

## Demografía
| 195 | 186 | 156 | 120 | 120 | 106 |
| Para los censos de 1962 a 1999 la población legal corresponde a la población sin duplicidades (Fuente: INSEE [Consultar]) |     |     |     |     |     |